# Michael Palin
Michael Edward Palin (Sheffield, 5 maggio 1943) è un attore, comico, scrittore, presentatore televisivo e sceneggiatore britannico, noto per la sua militanza nel gruppo comico dei Monty Python e per i suoi documentari I viaggi di Michael Palin.

## Biografia
Fu attratto dalla recitazione fin da piccolo ma si ritenne troppo timido per applicarvisi seriamente. Studente di Storia Moderna a Oxford, fu incoraggiato dal compagno Robert Hewison con cui realizzò e interpretò sketch comici a un party universitario. Fu così avvicinato da un altro futuro Monty Python, Terry Jones, anch'egli studente a Oxford. Insieme i tre scrissero e recitarono per un certo tempo. Con Jones partecipò all'attività della compagnia universitaria The Oxford Revue, dove incontrò l'altro futuro Python Eric Idle.
Terminata l'università nel 1965, fece il presentatore per un programma comico su una TV locale. Con Jones scrisse per diversi programmi della BBC, in particolare per The Frost Report dove i due collaborarono anche con gli altri futuri Python Idle, John Cleese, Graham Chapman. Essendo la paga quantificata per minuto di trasmissione, i due lavorarono insieme intensamente per poter sbarcare il lunario; continuarono a lavorare in coppia per molti anni, anche oltre il periodo dei Monty Python.
In seguito i due scrissero e recitarono nel programma Twice a fortnight con membri dei futuri Goodies. Ebbero il maggior successo con il programma per bambini Do not adjust your set dove lavorarono con Eric Idle e l'animatore americano Terry Gilliam. La comicità del programma era molto apprezzata anche dagli adulti, tanto che le sue repliche guadagnarono l'orario serale; John Cleese era uno degli estimatori, e invitò Palin a partecipare allo speciale How to irritate people. Jones e Palin lavorarono ancora al programma The complete and utter history of Britain che però, per problemi con la produzione, risultò deludente.

### I Monty Python
John Cleese, che all'epoca era già un comico di successo, volle ancora lavorare con Palin quando nel 1969 la BBC propose a lui e a Chapman un nuovo programma. Il gruppo di Do not adjust your set era da tempo in attesa di ricevere conferma per una trasmissione su ITV, quindi Palin si fece ingaggiare da Cleese solo a patto di avere con sé anche Jones, Idle e Gilliam. Il programma fu chiamato Monty Python's Flying Circus e il successo fu tale che i sei vennero da allora identificati come i Monty Python. Palin fu dunque il fattore che portò all'unione del gruppo dei Monty Python, ma con la sua indole conciliante e allegra ebbe anche in seguito la funzione di collante tra le diverse personalità che ne facevano parte.
I suoi personaggi riflettevano spesso i tratti salienti del suo carattere, come l'entusiasmo (il taglialegna, il venditore di formaggi, il presentatore) e la timidezza (l'impiegato, il marito inetto) e come tali erano il perfetto contraltare per i personaggi autoritari di Cleese. Interpretò alla perfezione anche personaggi totalmente differenti come il cardinale Ximinez dell'Inquisizione Spagnola e i mafiosi italiani. Terminata la serie del Flying Circus, partecipò a tutti i film del gruppo. Nel 2014 i Pythons si ritrovarono dopo 31 anni dall'ultimo film, dando vita al loro ultimo spettacolo, Monty Python Live (mostly).

### Dopo i Python
Con Jones scrisse e interpretò i nove acclamati episodi autoconclusivi di Ripping Yarns (1976-1979). Recitò per Terry Gilliam in Jabberwocky, in I banditi del tempo (che co-scrisse) e in Brazil. Per il suo ruolo in Un pesce di nome Wanda (accanto a Cleese) vinse un premio BAFTA. Recitò ancora con lo stesso cast in Creature selvagge. Recitò per Jones ancora in Il vento tra i salici. Ebbe una parte nel film C'è posta per te ma venne completamente tagliata nella fase di montaggio.
Dagli anni '80 fu il protagonista di numerose popolari serie di documentari di viaggio, spesso presentate con humour, ognuna seguita da un libro di approfondimento. Molti dei luoghi presentati divennero in seguito popolari mete turistiche. Come riconoscimento, due treni britannici portano il suo nome. Ricevette inoltre numerosi altri riconoscimenti e dal 2009 al 2012 è stato presidente della Royal Geographical Society. Presentò occasionalmente anche documentari artistici e storici. Nel 1993 supportò la fondazione di un centro per bambini balbuzienti che porta il suo nome.

## Filmografia parziale

### Attore

#### Cinema
- E ora qualcosa di completamente diverso (And Now for Something Completely Different), regia di Ian MacNaughton (1971)
- Monty Python e il Sacro Graal (Monty Python and the Holy Grail), regia di Terry Gilliam, Terry Jones (1975)
- Jabberwocky, regia di Terry Gilliam (1977)
- Brian di Nazareth (Monty Python's Life of Brian), regia di Terry Jones (1979)
- I banditi del tempo (Time Bandits), regia di Terry Gilliam (1981)
- Il missionario (The Missionary), regia di Richard Loncraine (1982)
- Monty Python - Il senso della vita (Monty Python's The Meaning of Life), regia di Terry Jones, Terry Gilliam (1983)
- Pranzo reale (A Private Function), regia di Malcolm Mowbray (1984)
- Brazil, regia di Terry Gilliam (1985)
- Un pesce di nome Wanda (A Fish Called Wanda), regia di Charles Crichton (1988)
- Le amiche americane (American Friends), regia di Tristram Powell (1991)
- Creature selvagge (Fierce Creatures), regia di Fred Schepisi, Robert Young (1997)
- Non è il messia (È un ragazzaccio) (Not the Messiah: He's a Very Naughty Boy), regia di Aubrey Powell (2010)
- Monty Python Live (mostly), regia di Eric Idle, Aubrey Powell (2014)
- Morto Stalin, se ne fa un altro (The Death of Stalin), regia di Armando Iannucci (2017)

#### Televisione
- Do Not Adjust Your Set – serie TV, 21 episodi (1967-1969)
- Il circo volante dei Monty Python (Monty Python's Flying Circus) – serie TV, 45 episodi (1969-1974)
- Saturday Night Live – serie TV, 6 episodi (1978-1997)
- Great Railway Journeys of the World – serie TV, episodio Confessions of a Trainspotter (1980)
- Michael Palin: Around the World in 80 Days – miniserie TV (1989)
- G.B.H.  – miniserie TV (1991)
- Pole to Pole – miniserie TV (1992)
- Great Railway Journeys – serie TV, episodio Derry to Kerry (1994)
- Full Circle with Michael Palin – miniserie TV (1997)
- Michael Palin's Hemingway Adventure – serie TV, 4 episodi (1999)
- Sahara with Michael Palin – serie TV (2002)
- Himalaya with Michael Palin – serie TV, 6 episodi (2004)
- Michael Palin's New Europe – serie TV, 7 episodi (2007)
- Around the World in 20 Years – film TV (2008)
- Brazil with Michael Palin – serie TV, 4 episodi (2012)
- Remember Me – miniserie TV (2014)
- Vanity Fair - La fiera delle vanità (Vanity Fair) – miniserie TV (2018)

### Doppiatore
- Il vento nei salici (The Wind in the Willows), regia di Dave Unwim (1995)
- La banda del fiume (The Willows in the Winter), regia di Dave Unwim (1996)
- Il figlio di Babbo Natale (Arthur Christmas), regia di Sarah Smith (2011)
- A Liar's Autobiography, regia di Bill Jones (2012)
- Un'occasione da Dio (Absolutely Anything), regia di Terry Jones (2015)
- I Simpson (The Simpsons) - serie animata, episodio 32x02 (2020)

### Sceneggiatore
- E ora qualcosa di completamente diverso (And Now for Something Completely Different), regia di Ian MacNaughton (1971)
- Monty Python e il Sacro Graal (Monty Python and the Holy Grail), regia di Terry Gilliam, Terry Jones (1975)
- Brian di Nazareth (Monty Python's Life of Brian), regia di Terry Jones (1979)
- Monty Python - Il senso della vita (Monty Python's The Meaning of Life), regia di Terry Jones, Terry Gilliam (1983)

## Doppiatori italiani
Nelle versioni in italiano delle opere in cui ha recitato, Michael Palin è stato doppiato da:
- Manlio De Angelis in Un pesce di nome Wanda, Creature selvagge
- Teo Bellia in E ora qualcosa di completamente diverso, Brian di Nazareth (doppiaggi tardivi)
- Mino Caprio in Monty Python's Flying Circus (doppiaggio tardivo), I Griffin
- Claudio Capone in Monty Python e il Sacro Graal
- Silvio Spaccesi in Monty Python e il Sacro Graal (solo personaggio Re del Castello Melma)
- Cesare Barbetti in I banditi del tempo
- Mauro Gravina in Monty Python - Il senso della vita
- Carlo Sabatini in Pranzo reale
- Gino La Monica in Brazil
- Vladimiro Conti in Morto Stalin, se ne fa un altro
- Carlo Valli in Vanity Fair - La fiera delle vanità
- Danilo De Girolamo in E ora qualcosa di completamente diverso (solo nello sketch del pappagallo) (doppiaggio tardivo)
- Mario Marenco in Brian di Nazareth (solo personaggio Ponzio Pilato) (doppiaggio tardivo)
- Francesco Pannofino in Brian di Nazareth (ridoppiaggio DVD)
- Simone Mori in Monty Python - Il senso della vita (ridoppiaggio DVD)

Da doppiatore è sostituito da:
- Oliviero Dinelli in I viaggi di Michael Palin, Un'occasione da Dio, I Simpson
- Pietro Ubaldi ne Il vento nei salici (ridoppiaggio), La banda del fiume
- Mario Cordova ne Il vento nei salici[7]
- Carlo Valli in Il figlio di Babbo Natale

## Curiosità
- Un asteroide, 9621 Michaelpalin, è chiamato così in suo onore.